# 御覧詩
『御覧詩』（ぎょらんし）は、中国唐代の勅撰漢詩集。全1巻。別名は『唐歌詩』、『選進集』、『元和御覧』。令狐楚の撰。元和年間、憲宗の勅を奉じて選し、御覧を経たためこのように命名された。多くは近体の律詩で、楽府古題をもまじえる。およそ30人、289首を収める。